# Жерегі Валерій Ісаєвич
Валеріу Жереґі (рум. Valeriu Jereghi; нар. 19 жовтня 1948, Страшени, Молдова) — молдовський кінорежисер і сценарист. З 2016 року директор Національного центру кінематографії Молдови.

## Фільмографія
- 1978 — Лелека
- 1982 — Все могло бути інакше
- 1985 — Дикий вітер
- 1987 — Іона
- 1988 — Дисидент
- 1992 — Передчуття
- 2006 — Створення любові

## Сім'я

### Діти
- Крістіан Жерегі — режисер, учасник об’єднання «Вавилон'13»